# Berufspädagogik
Die Berufspädagogik ist eine Teildisziplin der Pädagogik. Ihr Fokus liegt auf der Berufsbildung, den Aus-, Fort- und Weiterbildungsprozessen der bereits im Berufsleben Stehenden bzw. der Menschen, die erstmals eine berufliche Beschäftigung anstreben.

## Berufspädagogik in  Deutschland
In Deutschland ist dabei das Duale System der beruflichen Bildung prägend, mit der Beteiligung von Staat (Berufsschule) und Wirtschaft (Betrieb) als die zwei wesentlichen Lernorte.
Der Diplom-Berufspädagoge (Dipl.-Berufspäd. oder auch DBP), welcher ein abgeschlossenes Studium an einer Universität vorweisen kann, verfügt über eine Lehrbefugnis an beruflichen Schulen. Da es sich um Lehramtsstudiengänge handelt, schließen sie häufig auch mit dem Staatsexamen ab oder sind nach der Bolognareform als Bachelor- und Masterstudiengänge organisiert.
Seit wenigen Jahren gibt es auch in der beruflichen Aufstiegsfortbildung einen Berufsabschluss des Berufspädagogen, der sich an die Ausbildungsbefähigung betrieblicher Ausbilder anschließt und darauf aufbaut und sich im System der Fortbildungsberufe auf der höchsten Stufe befindet (Deutscher Qualifikationsrahmen).
Die Berufspädagogik als wissenschaftliche Teildisziplin der Pädagogik entstand als akademisches Fach einhergehend mit der Akademisierung der Berufsschullehrerausbildung in den 1950er Jahren, die sich in der Einrichtung eines ersten Lehrstuhls an der Universität Frankfurt und dessen Besetzung mit Heinrich Abel manifestiert.
Die Berufspädagogik hat die Kernaufgabe, wissenschaftlich fundierte Methoden zu entwickeln, die sich darauf beziehen, berufsbezogene Qualifizierung und Lernprozesse zu organisieren und durchzuführen. Zugleich entwickelt sie Forschungsmethoden, die sich sowohl auf die Durchführung von Lernprozessen wie auch auf die Untersuchung der Rahmenbedingungen und der Weiterentwicklung des Systems der beruflichen Bildung beziehen. Ein Teilbereich bezieht sich auch auf die Förderung von Menschen, denen der Übergang in Ausbildung und Arbeit nicht so ohne weiteres gelingt (Benachteiligtenförderung).
Der Beruf ist zentraler Gegenstand der Disziplin im Spannungsfeld zwischen dem Qualifikationsbedarf des Wirtschaftssystems einerseits, den bereits entwickelten Fähigkeiten, die aus dem vorgelagerten allgemeinbildenden Schulwesen resultieren sowie den individuellen und gesellschaftlichen Interessen. 
Die Qualität des Berufsbildungssystems macht sich fest am wirtschaftlichen Erfolg einzelner Betriebe, der gesamten Volkswirtschaft sowie den erfolgreichen Übergängen von Ausbildung und Arbeit. Sie steht damit in enger Verbindung zum individuellen und allgemeinen Wohlstand. Im betrieblichen Ausbildungsalltag dominiert Praxisanleitung durch berufserfahrenes Personal als schrittweise Heranführung an die eigenständige Wahrnehmung der beruflichen Aufgaben der Auszubildenden/Berufsfachschüler, zum Teil unter Einbezug der Leittextmethode. In den berufsbildenden Schulen hat seit den 1990er Jahren eine Auflösung des fächerorientierten Unterrichts stattgefunden und einhergehend mit der Diskussion um Handlungsorientierung und der Rezeption der Tätigkeitstheorie hat die Kultusministerkonferenz für die beruflichen Schulen das Lernfeldkonzept eingeführt. 
In der Deutschen Gesellschaft der Erziehungswissenschaften (DGfE) gibt es die Sektion 7, in der sich die akademischen Akteure der Berufs- und Wirtschaftspädagogik zusammengeschlossen haben.

## Berufspädagogik in Österreich
In Österreich konnte sich nach dem Zweiten Weltkrieg nur die Wirtschaftspädagogik aufgrund der Einheit von Forschung und Lehre als wissenschaftliche Disziplin an den Sozial- und Wirtschaftswissenschaftlichen Fakultäten der Universitäten etablieren.
Obwohl die Duale Ausbildung in Österreich wesentlicher Teil der Berufsbildungslandschaft ist, blieben die Berufsschulen und damit auch die Berufsschullehrer aufgrund des fehlenden akademischen Lehrauftrages in der wissenschaftlichen Wahrnehmung unbeachtet. Die universitäre wirtschaftspädagogische Forschung konzentrierte sich auf den fachtheoretischen Unterricht an höheren Schulen. 
Eine Institutionalisierung der Ausbildung von Berufsschullehrern sowie von Lehrern des gewerblichen Fachunterrichts an berufsbildenden mittleren und höheren Schulen erfolgte erst ab 1964; zunächst an Berufspädagogischen Lehranstalten, dann an Berufspädagogischen Instituten und ab 1976 an Berufspädagogischen Akademien in Innsbruck, Linz, Graz und Wien. Der Forschungsauftrag dieser Institutionen beschränkte sich auf berufspädagogischer Tatsachenforschung, deren mangelhafte Ausprägung von einer österreichischen Arbeitsgruppe im Rahmen einer UNESCO-Publikation kritisch festgehalten wurde. Deren Ausprägung aber auch noch 1981 im Rahmen einer UNESCO-Publikation einer österreichischen Arbeitsgruppe bemängelt wurde. 
Die Dauer der Lehramtsausbildung für Berufsschul- und Fachlehrer an diesen Institutionen wurde sukzessive von zwei auf vier und schließlich auf sechs Semester ausgeweitet. Die Berufsbezeichnung ‚Berufsschullehrer‘ bzw. ‚Fachlehrer‘ durfte aber erst nach der Übernahme in ein pragmatisches Dienstverhältnis (Pragmatisierung) an einer Schule geführt werden.
Mit dem Akademien-Studiengesetz 1999 wurde die Übernahme der bis dahin im postsekundären Bildungsbereich angesiedelten Berufspädagogischen Akademien in den tertiären Bildungssektor vorbereitet. 
Seit 1. Oktober 2007 sind neu installierte Pädagogische Hochschulen in Österreich für die berufspädagogischen Ausbildungen auf Basis des Hochschulgesetzes 2005 verantwortlich. Anfangs blieben diese Lehramtsausbildungen auf Bachelorniveau 180 ECTS-AP (6 Semester) beschränkt (Bachelor of Education).
Die Gesetzesnovelle im Rahmen der ‚PädagogInnenbildung NEU‘ (2012/2013) behob diese Beschränkung. Alle Lehramts-Bachelorstudien wurden qualitativ und quantitativ (8 Semester – 240 ECTS-AP) aufgewertet und zunächst eine Ausbildung auf Masterniveau für alle Lehrer in Österreich festgeschrieben (Master of Education). 
Im Zuge weiterer Gesetzesänderungen wurde die Masterverpflichtung (2 Semester – 60 ECTS-AP) für Berufsschullehrer und Lehrer des fachpraktischen Unterrichts an berufsbildenden mittleren und höheren Schulen jedoch wieder abgeschafft.
Berufspädagogische Lehramtsstudien
Die an der Pädagogischen Hochschule Tirol, der Pädagogischen Hochschule Oberösterreich, der Pädagogischen Hochschule Steiermark und der Pädagogischen Hochschule Wien (Zentrumshochschulen für Berufsbildung) angebotenen berufspädagogischen Lehramtsstudien firmieren auf dem ersten akademischen Abschlussniveau unter Bachelorstudien Lehramt Sekundarstufe Berufsbildung. Die Ausbildung erfolgt auf dieser Stufe 
- im Fachbereich Duale Berufsausbildung sowie Technik und Gewerbe

- im Fachbereich Erziehung – Bildung – Entwicklungsbegleitung

- im Fachbereich Ernährung

- im Fachbereich Information und Kommunikation (Angewandte Digitalisierung)

- im Fachbereich Mode- und Bekleidungstechnik

- im Fachbereich Soziales

- im Fachbereich Agrar und Ernährung (nur an der Hochschule für Agrar- und Umweltpädagogik)

- im Fachbereich Umwelt und Naturwissenschaften (nur an der Hochschule für Agrar- und Umweltpädagogik)

und als Pädagogische Qualifizierung für Studierende mit einem akademischen Fachabschluss im Bachelorstudium ‚Facheinschlägige Studien ergänzende Studien‘.
Darüber hinaus werden an den Zentrumshochschulen für Berufsbildung auch Masterstudien für das Lehramt Sekundarstufe Berufsbildung angeboten.
Berufspädagogische Forschung an den Pädagogischen Hochschulen
Zur Forcierung der Forschungsaktivitäten an den Pädagogischen Hochschulen wurden wissenschafts- und professionsorientierte Arbeitseinheiten installiert und mit entsprechender personeller wissenschaftlicher Expertise besetzt. Ziel dieser Arbeitseinheiten ist eine kontinuierliche wissenschaftsbezogene Weiterentwicklung der Profession.
Die Arbeitseinheiten in der Berufspädagogik bündeln die relevanten Themenbereiche und agieren österreichweit unter dem jeweiligen Lead einer verantwortlichen Pädagogischen Hochschule:
AE 1: Land- und Forstwirtschaft | Umwelt | angewandte Chemie und Biotechnologie
AE 2: Technik, Gewerbe und Industrie | Design und Gestaltung | Informations- und Kommunikationstechnik
AE 3: Gesundheit, Bewegung, Ernährung | Gastronomie und Lebensmittel
AE 4: Wirtschaft und Soziales | Information und Kommunikation
AE 5: Lernen und Lehren in der Berufsbildung unter dem Aspekt der Diversität